# Zimbabwe Women Writers
Zimbabwe Women Writers (ZWW) és una organització fundada l'any 1990 per a fomentar la literatura escrita per dones a Zimbàbue. L'objectiu principal del col·lectiu és donar veu a les experiències, històries i perspectives de les dones zimbabueses a través de la paraula escrita, promovent la seva participació en el món literari i cultural.

## Història i fundació
La iniciativa va ser impulsada per la periodista i escriptora Cynthia Jefferies, juntament amb altres dones, amb la intenció de crear un espai segur per a les dones escriptores del país. El projecte va sorgir en un context on la literatura femenina estava poc representada i es volia fomentar la producció literària en diverses formes, incloent narrativa, poesia i assaig.

## Objectius i activitats
- Fomentar la publicació d’obres escrites per dones zimbabueses.
- Organitzar tallers i seminaris per donar suport i formació a escriptores novelles i consolidades.
- Promoure la cultura i la llengua a través de la literatura.
- Donar suport a les dones per expressar les seves vivències personals, socials i polítiques mitjançant la literatura.

## Importància i impacte
Les Zimbabwe Women Writers han estat claus per a la promoció de la literatura femenina al país, obrint camins perquè moltes escriptores puguin publicar i arribar a un públic més ampli. A més, han contribuït a visibilitzar temes com els drets de les dones, la identitat, la política i les experiències de la vida quotidiana a Zimbabwe.

## Algunes escriptores destacades
- Tsitsi Dangarembga
- Cynthia Jefferies
- Grace Mujuru